# Дени, Лили
Лили́ Дени́ (фр. Lily Denis), урождённая Эмилия Лея Равицкая (Emilie Léa Ravitsky, 27 февраля 1919, Париж — 3 декабря 2015, там же) — одна из крупнейших переводчиков русской литературы на французский язык. В общей сложности перевела 90 томов крупной прозы 43 авторов, и 80 пьес и оперных либретто, которые шли на французской сцене.

## Биография
Родилась в Париже в еврейской семье выходцев из Бытеня и Ростова-на-Дону, эмигрировавших во Францию в 1910-е годы. Дома говорили по-французски, Эмилия уже в 8-летнем возрасте объявила, что будет переводчицей, но изучала тогда английский язык. Только после переезда бабушки из России, которая никак не могла освоить французского, Эмилия стала заниматься русским языком. Получила медицинское образование (стоматология) и работала по специальности. Во время оккупации Франции отец Эмилии был угнан в Освенцим и замучен, сама она вступила в движение сопротивления и дослужилась до звания лейтенанта (в 2015 году награждена посмертно Медалью Сопротивления и Орденом Почётного легиона). Там же познакомилась с офицером Пьером Дени, за которого вышла замуж. После войны супруги держали птицеферму в Антибе, развелись в 1961 году. 42-летняя Эмилия Дени (она оставила фамилию мужа) поступила в Национальную школу живых восточных языков в Париже, и через Луи Арагона стала сотрудничать с издательством «Gallimard», которое выпускало серию «Советская литература». Переводческим дебютом стала книга Анатолия Кузнецова «Продолжение легенды». Заниматься переводами драматургических произведений она стала, войдя в команду Фернана Лумброзо, директора театра «Могадор» и Парижского литературно-художественного агентства. Она многократно посещала СССР, стала подругой Майи Плисецкой, мемуары которой перевела на французский язык. В 1969 году удостоилась премии Гальперина-Каминского за французский перевод «Смерти Вазир-Мухтара» Юрия Тынянова, в 1971 году удостоилась Горьковской премии за полный перевод романов Тынянова. В 1973 году сделалась соучредителем и вице-президентом Ассоциации литературных переводчиков Франции. В общей сложности перевела прозу 43 авторов, включая «Остров Сахалин» Чехова (собрание сочинений которого редактировала в «Библиотеке Плеяды»), а также Чингиза Айтматова, Беллы Ахмадулиной, Фридриха Горенштейна, Валентина Катаева, Юрия Казакова, Виктора Некрасова, Андрея Платонова, Эдварда Радзинского, Владимира Тендрякова, Юрия Трифонова, Георгия Владимова, а также Достоевского («Записки из подполья»), Андреева, и некоторые стихотворения Цветаевой и Пастернака. Она перевела 17 произведений Василия Аксёнова, включая «Московскую сагу», и способствовала изданию на французском языке альманаха «Метрополь». Перевела 80 драматургических текстов, в том числе «Золотой слон» Александра Копкова, «Лес» Александра Островского, «Полонез Огинского» Николая Коляды, и прочие. Скончалась в 96-летнем возрасте, до конца занимаясь литературной работой.

## Переводы
- Lily Denis Traducteurs. La Maison Antoine Vitez. Дата обращения: 12 июня 2022.
- Lily, Denis (1919—2015). IdRef — Identifiants et Référentiels pour l’ESR. Дата обращения: 12 июня 2022.
- Lily Denis (1919—2015). BnF. Дата обращения: 12 июня 2022.

### Некрологи
- Odile Belkeddar. Lily Denis, 1919—2015. La Maison Antoine Vitez. Дата обращения: 12 июня 2022.
- Gilles Costaz. Спаси́бо, Lily Denis ! (фр.). La Maison Antoine Vitez. Дата обращения: 12 июня 2022.

### Прочее
- Лили Дени и Константин Паустовский. Зима 1962 года. Интернет-портал «ГодЛитературы.РФ» (2 июня 2022). Дата обращения: 12 июня 2022.
- РУССКИХ ПИСАТЕЛЕЙ ВО ФРАНЦИИ ПЕЧАТАЮТ МНОГО, НО ЗНАЮТ МАЛО. Russian Bazaar. Дата обращения: 12 июня 2022.